# 8627 Kunalnayyar
8627 Kunalnayyar eller 1981 EU20 är en asteroid i huvudbältet som upptäcktes den 2 mars 1981 av den amerikanska astronomen Schelte J. Bus vid Siding Spring-observatoriet. Den är uppkallad efter den indiske skådespelaren Kunal Nayyar.